# Sharpstown Park Golf Course
De Sharpstown Park Golf Course is een golfbaan in de Verenigde Staten. De baan werd opgericht in 1955 en bevindt zich in Houston, Texas. Het is een 18 holesbaan met een par van 70 en werd ontworpen door de golfbaanarchitect Jay Riviere.

## Golftoernooien
- Houston Open: 1964 & 1965